# Jan Vožník
Jan Vožník (* 25. listopadu 1964, Velké Hoštice - 15. dubna 2025) byl český fotbalový útočník nebo záložník.

## Fotbalová kariéra
Opavský odchovanec hrál v československé lize za Vítkovice, odehrál celkem 28 utkání, v nichž vstřelil 3 branky.
V nižších soutěžích nastupoval mj. za Sigmu Dolní Benešov, FK Kaučuk Kralupy nad Vltavou a SK Kravaře. V sezoně 1999/00 působil v Německu, po návratu do vlasti hrál ještě za FK Velké Hoštice, TJ Slavia Malé Hoštice či Dolní Benešov. Ve Velkých Hošticích byl také předsedou místního fotbalového oddílu. Zemřel 15. dubna 2025 ve svých 60 letech.

## Ligová bilance
| Ročník                                   | Zápasy | Góly | Minuty | Klub         |
| ---------------------------------------- | ------ | ---- | ------ | ------------ |
| 1. československá fotbalová liga 1990/91 | 22     | 3    | 1816   | TJ Vítkovice |
| 1. československá fotbalová liga 1991/92 | 6      | 0    | 323    | TJ Vítkovice |
| CELKEM 1. LIGA                           | 28     | 3    | 2139   |              |